# Jo Yong-son
Jo Yong-son (koreanisch 조용선; * 23. Juni 1970) ist ein ehemaliger nordkoreanischer Ringer. 

## Sport
Jo Yong-son nahm an den Olympischen Sommerspielen 2000 in Sydney teil und trat im Leichtgewicht an. Er kam auf Rang 14.